# Schafscherer-Streik (1894)
Der Zweite Schafscherer-Streik (englisch Second Shearer’s Strike) begann in Australien am 17. Juni 1894. Der Streikgrund im Jahre 1894 war, dass die Schafzüchter anstelle von 20 Shillings für das Scheren von 100 Schafen nur noch 17 Shillings an die Schafscherer bezahlen wollten. Dieser Streik ist Teil der Streikbewegungen in der australischen Wirtschaftsdepression von 1889 bis 1894 mit dem Maritime-Streik (1890), Schafscherer-Streik (1891) und Broken-Hill-Streik (1892).

## Streikverlauf
Im ersten Schafscherer-Streik entwickelten sich lediglich vereinzelt gewaltsame Auseinandersetzungen. Dieser Streik war gewaltsamer und es kam zu Brandlegungen und Auseinandersetzungen mit Schusswaffen. Bereits am 3. Juli wurde der Schafschererschuppen der Ayrshire Downs-Schafszuchtstation niedergebrannt und es fielen die ersten Schüsse. Weitere Brandlegungen gab es an den Schafscherer-Schuppen der Schafzuchtstationen der Oondooroo-, Manuka- und Dagworth-Station. Der Schafscherer-Schuppen der Dagworth-Station wurde von 16 Männern angegriffen und angezündet, wobei 140 Schafe verbrannten.
Als am 28. August 1894 etwa 150 Streikbrecher eingesetzt werden sollten, die mit dem Schaufelraddampfer P. S. Rodney, über den Darling River transportiert werden sollten, brannte dieses Schiff nach einer Auseinandersetzung mit den Streikenden ab. Das Schiffswrack ist als geschichtliches Dokument Australiens denkmalgeschützt und liegt etwa 2 Kilometer unterhalb der Moorara Station.
Am 4. September 1894 kam es zu einer Schießerei zwischen der Polizei und rebellierenden Schafscherern bei Winton, wobei ein Schafscherer laut Polizeiangaben zu Tode gekommen sein soll. Am 6. September erklärte die Regierung ein Verbot für das Tragen von Waffen.
Anschließend signalisierten die Schafzüchter ein Entgegenkommen und der Streik wurde am 7. September 1894 beendet.